# Geniza

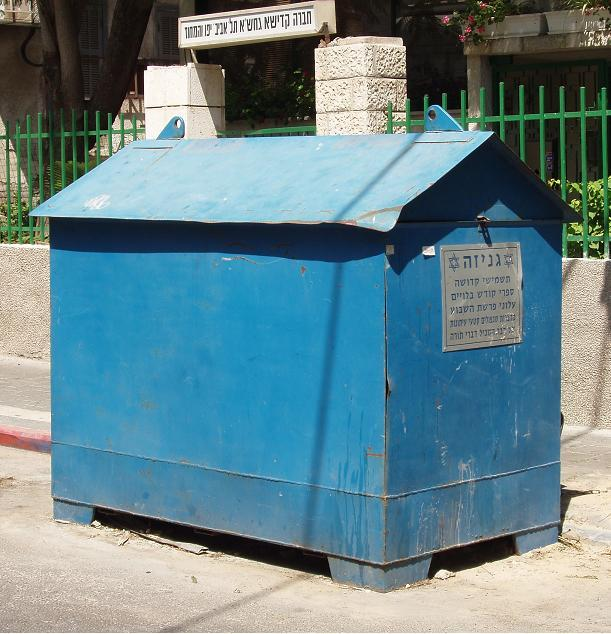
Öffentlicher Geniza-Container in Jerusalem

Eine Geniza [geˈniːza], im Deutschen meist Genisa geschrieben (hebr. גניזה gənīzā, pl.: Genizoth; mit der Bedeutung: Lager, Depot, Speicher), ist ein manchmal vermauerter Hohlraum zur Aufbewahrung verbrauchter jüdischer liturgischer Schriften. Hier werden nicht mehr lesbare Torarollen oder andere Texte, die man nicht mehr benutzt, verschlossen abgelegt. Texte, die das Tetragrammaton (JHWH) oder andere Bezeichnungen Gottes enthalten, dürfen nicht einfach weggeworfen werden. So haben wichtige Schriftstücke der jüdischen Liturgie und der jüdischen Geschichte überdauert. Hinzu kommen zahlreiche profane Schriften überwiegend in judäo-arabischer Sprache.

## Geniza der Ben-Esra-Synagoge in Kairo
Die wohl berühmteste Geniza befand sich in Kairo und wurde 1890 bei einer Renovierung der Ben-Esra-Synagoge entdeckt, die nach ihrer Zerstörung unter dem Fatimidenkalifen al-Hākim bi-amr Allāh († 13. Februar 1021) im Jahre 1025 wiederaufgebaut worden war. In einem abgesonderten Hohlraum unter dem Dach, der nur über eine Leiter zu erreichen war, fanden sich während der letzten Renovierungsarbeiten rund 200.000 Schriftstücke ab dem Jahr 800, wie beispielsweise Das Buch Jesus Sirach (Altes Testament) in hebräischer Sprache oder die berühmte Damaskusschrift, deren Teile später auch in Qumran gefunden wurden, eine jiddische Handschrift mit dem Fragment einer deutschen Heldensage (Dukus Horant), Heiratsurkunden und weitere profane Briefe, die über die Belagerung Jerusalems (Kreuzzüge) aus der Sicht der damaligen jüdischen Bevölkerung Auskunft geben. Der Raum, der nur durch eine Luke zu erreichen war, ist vom 11. bis zum 19. Jahrhundert offenbar nie geleert worden, während die hinterlegten Bestände anderer Synagogen von Zeit zu Zeit feierlich „beerdigt“ worden sind. Auf dem Friedhof, in den sogenannten Basātīn (Gärten), in der Nähe der Ben-Esra-Synagoge, sind weitere Bestände entdeckt worden.
Das Wissen um die Existenz der Kairoer Geniza begann sich seit der zweiten Hälfte des 18. Jahrhunderts im Westen zu verbreiten. 1752 besuchte Simon von Geldern, ein Großonkel von Heinrich Heine, Ägypten und vermerkte in seinem Tagebuch, er sei in der Synagoge Elias gewesen und habe die dortige Geniza durchsucht. Auf seiner zweiten Nahostexpedition (1863–65) besuchte der karäische Geistliche, Reisende und Manuskriptsammler Abraham Firkowitsch (1787–1874) aus Russland im Jahre 1864 unter Begleitung des Oberrabbiners Elias Israel Shirizly die Ben-Esra-Synagoge. Er durchsuchte die dortige Geniza und brachte zahlreiche wertvolle Manuskripte an seinen Wohnort Çufut Qale auf der Krim, von wo sie 1876, zwei Jahre nach seinem Tod, an die Russische Nationalbibliothek in St. Petersburg verkauft wurden und dort bis heute mit über 10.000 Exemplaren den weltweit größten und bedeutendsten Bestand an judäo-arabischen Manuskripten bilden. Etwa zur selben Zeit, im Spätsommer 1864, hat der Gelehrte Jakob Saphir aus Jerusalem zwei Tage in der Synagoge verbracht und den desolaten Zustand des Geniza-Raumes kurz beschrieben. Dessen Dach war eingebrochen, die schriftlichen Materialien mit Staub und Steinen bedeckt. Der Inhalt der Materialien konnte jedoch nicht genau geprüft werden. Die für die wissenschaftliche Forschung bedeutende Entdeckung ist mit dem Namen von Solomon Schechter verbunden. Er kam im Dezember 1896 in Kairo an; nach seiner Bekanntschaft mit dem Kairoer Oberrabbiner Raphael Aaron Ben Shimʿon (1848–1928), der Schechter bat, den Materialienbestand zur Konservierung nach Cambridge zu überführen, hatte er uneingeschränkten Zugang zu der Sammlung der Synagoge und durfte von dort beliebige Mengen mitnehmen. Eine der bedeutendsten Entdeckungen war damals die Identifizierung zahlreicher Fragmente aus dem Buch von Simeon ben Jeshua Ben Eleazar, die die Forschung über Jahrzehnte beschäftigen sollten.
Die Originale der Kairoer Geniza sind heute verstreut; zum Beispiel (allein etwa 110.000) in der Taylor-Schechter-Sammlung der Universitätsbibliothek Cambridge, in der Princeton University, wo Mark R. Cohen (Near Eastern Studies Department) federführend zum Thema forscht, in der Bodleian Library in Oxford und in Sankt Petersburg. David Kaufmann († 1899) erwarb rund 700 Stücke aus dem Kairoer Bestand, die nach seinem Tod durch Schenkung der Familie in den Besitz der Bibliothek der Ungarischen Akademie der Wissenschaften gelangten. Der amerikanische Semitist und Professor für Rabbinische Literatur Richard Gottheil beschrieb mit William H. Worrell die in der Freer-Collection (Washington D. C.) erhaltenen Geniza-Fragmente.
Fragmente aus dem Bestand hat der deutsche Orientalist Eugen Mittwoch im Jahre 1899 erworben. Mit Ausnahme der liturgischen Texte und einiger Gedichte sind die Schriftstücke in der Kairoer Geniza in arabischer Sprache, aber mit hebräischen Buchstaben abgefasst. Eines dieser von E. Mittwoch erworbenen Fragmente handelt auf vier Seiten über die Unzulässigkeit der Beschäftigung mit der Wissenschaft. Die Abhandlung entstand nach der Schaffungsperiode von Maimonides, über den und dessen Vater der anonyme Verfasser einige Bemerkungen macht.
Die Kairoer Geniza hat ganz entscheidend zum Verständnis sowohl der mittelalterlichen jüdischen Geschichte als auch der wissenschaftlichen Erschließung des Judäo-Arabischen und zur Kenntnis der Kultur des Mittelmeerraumes beigetragen. Es ist das Verdienst des Orientalisten Shlomo Dov Goitein, mit seinem fünfbändigen Werk A Mediterranean Society diese wichtigen Materialien der Öffentlichkeit zugänglich gemacht zu haben.
Nicht nur die Sprache der meisten profanen Geniza-Texte ist arabisch; auch Stil und Aufbau vieler Bittschriften, der sogenannten „Bettlerbriefe“ sind dem entsprechenden Schrifttum arabischer Bittsteller der Fatimidenzeit entlehnt worden: a) Vorstellung, b) Basmala, in aramäischer Sprache: bi-shmakh raḥmanā, c) Segenswünsche für den Herrscher; Ausdruck der Unterwerfung: der Diener / Dein Sklave küsst den Boden, d) Einleitung, e) Antrag / Bitte, f) Hinweis, dass die Entscheidung allein beim Herrn / Herrscher liegt, g) Abschluss. Es liegen auch Schreiben vor, in denen die islamische Basmala in arabischen Buchstaben, einmal auch in hebräischen Buchstaben, erscheint. Diese Dokumente gehen auf die erste Hälfte des 12. Jahrhunderts zurück.
Struktur und Aufbau dieser Bittschriften und Petitionen sprechen für eine im 12. und 13. Jahrhundert anerkannte Praxis der Bittsteller, um dadurch in ihren Notsituationen auf die Wohltätigkeit von Einzelpersonen oder von Gemeinden appellieren zu können. Sie sind mit den sogenannten „Schnorrerbriefen“, die in der Mitte des 17. Jahrhunderts in Mittel- und Osteuropa aufgekommen sind, nicht gleichzusetzen.
Ein Wörterbuch der Materialien in der Geniza in arabischer Sprache nach Goiteins A Mediterranean Society haben die deutschen Orientalisten Werner Diem und Hans-Peter Radenberg im Jahre 1994 herausgegeben (siehe Literatur). Den Forschungsstand bis 1964 hat Shaul Shaked von der Hebräischen Universität Jerusalem bibliographisch erfasst.

## Genizafunde in Deutschland

### Franken. Veitshöchheim

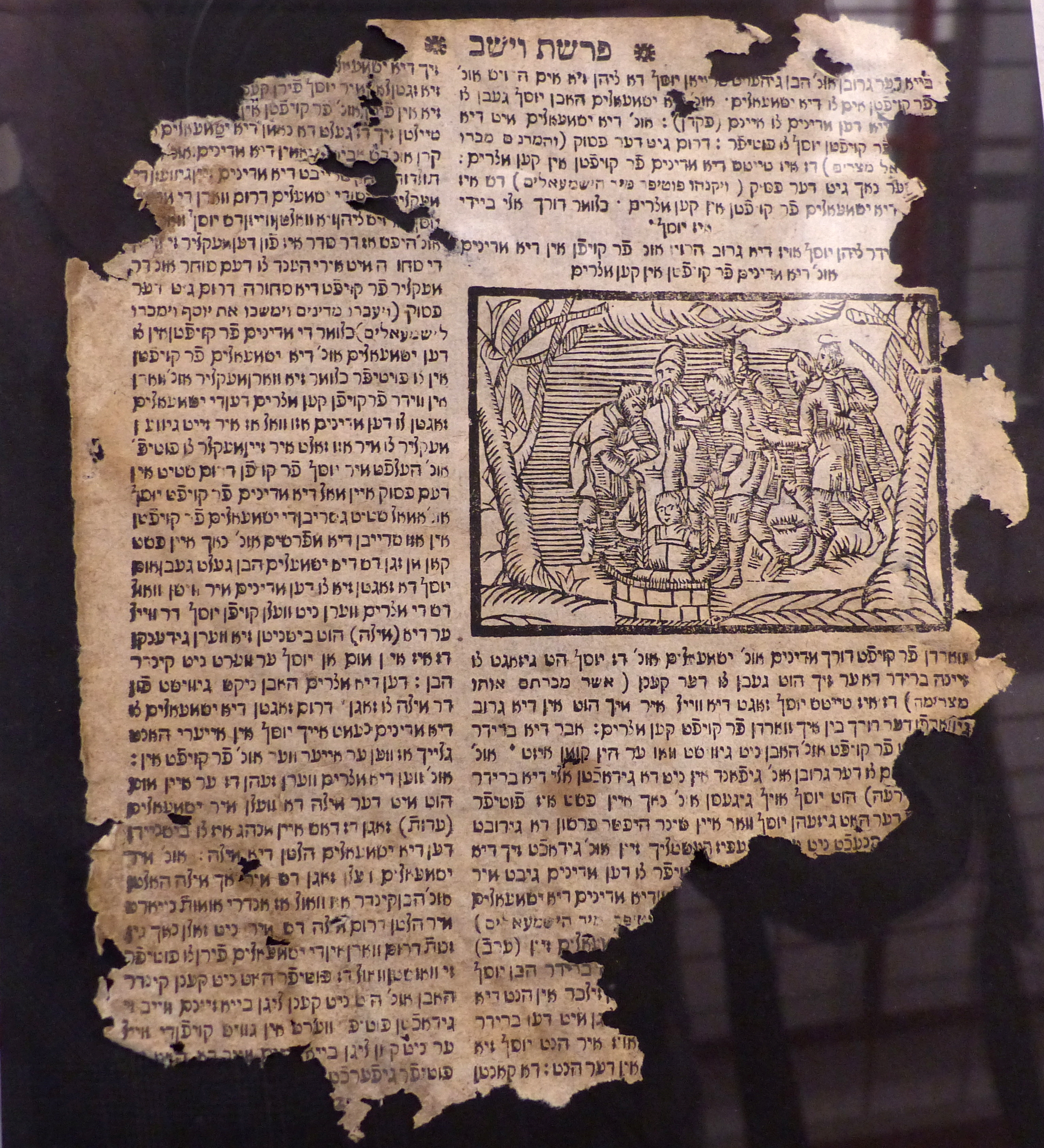
Fragment (Bl. 46r) der jiddischen Bibelparaphrase Tze'ena u-Re'ena (Frankfurt/Main ca. 1750) aus der Geniza in der Synagoge in Schwabach (Mittelfranken)

In den letzten Jahrzehnten sind vor allem im süddeutschen Raum – und hier insbesondere in Franken – Genizafunde aus ehemaligen Synagogengebäuden geborgen und erforscht worden. Sie sind vor allem deshalb von Bedeutung, weil sie durch ihre versteckte Lage in vielen Fällen die Zerstörung der Synagogen und ihres Inventars im Dritten Reich überdauert haben und daher häufig das einzige materielle Zeugnis ausgelöschter jüdischer Gemeinden bilden. Eine der umfangreichsten fränkischen Genizoth wird im Jüdischen Kulturmuseum Veitshöchheim aufbewahrt. Die Veitshöchheimer Geniza befand sich im Dachboden der ehemaligen Synagoge von Veitshöchheim und wurde etwa von 1730 bis 1900 belegt. Zahlreiche Drucke und Handschriften sind älter, was auf eine lange Verwendung der Texte schließen lässt. Der schriftliche Bestand setzt sich aus religiösen Schriften wie Bibeln, Gebetbüchern, Einzelgebeten oder rabbinischen Auslegungen aber auch aus nichtreligiöser Literatur wie Märchen, Erbauungsliteratur oder historischen Abhandlungen zusammen.
Die Literatur, die in der Veitshöchheimer Geniza gefunden wurde, ist hauptsächlich in hebräischer, jiddischer oder deutscher Sprache verfasst. Etwa ein Drittel der Texte ist in Hebräisch geschrieben, ein weiteres Drittel in Jiddisch. Einige deutsche Texte sind mit hebräischen Buchstaben geschrieben.
Neben den Druckwerken, zu denen noch Buchstabiertafeln, Lehrbücher der hebräischen Sprache, Taschen- und Wandkalender gerechnet werden müssen, auch Texte in deutscher Sprache (Zeitungen), gibt es auch einen größeren Teil handschriftlicher Texte. In der Mehrzahl handelt es sich um Briefe, rabbinische Gutachten, Quittungen, Rechnungen oder private Aufzeichnungen wie Notizbücher.
Auch Textilien wie etwa Torawimpel, Tefillinbeutel, Gebetsmäntel, Kippot und weitere Kopfbedeckungen und Kleidungsstücke oder Schuhe wurden gefunden.
Die Veitshöchheimer Geniza kann wegen ihres Umfangs durchaus exemplarisch für andere Fundorte in Süddeutschland stehen. Die Bedeutung liegt vor allem in ihrem komplexen Bestand, der eindeutig einem bestimmten soziokulturellen Umfeld zugeordnet werden kann. Weiterhin ist eine Datierung und zeitliche Einordnung durch Baudaten des jeweiligen Fundortes recht gut möglich. Das zeigen auch andere Genizafunde aus Franken wie die aus Urspringen, Westheim bei Hammelburg, Altenschönbach, Memmelsdorf oder Mönchsroth.
Im 1998 eingerichteten Genisaprojekt Veitshöchheim wurden bisher alle zugänglichen Genizafunde aus unterfränkischen Synagogen gesichtet und inventarisiert. Abgeschlossen ist die Inventarisierung der Genizoth von Urspringen (Lkr. Main-Spessart), Altenschönbach (Lkr. Kitzingen), Memmelsdorf (Lkr. Hassberge), Wiesenbronn (Lkr. Kitzingen), Kleinsteinach (Lkr. Hassberge), Goßmannsdorf am Main (Lkr. Würzburg) und Gaukönigshofen (Lkr. Würzburg). Im Anschluss daran wurde das Projekt auf Oberfranken und Mittelfranken ausgeweitet: Abgeschlossen sind hier die Bergung, Inventarisierung und Digitalisierung der erst im November 2009 in der Synagoge Bayreuth entdeckten Geniza sowie die Inventarisierung der größten deutschen Geniza aus der Synagoge Reckendorf (Oberfranken) und die einiger kleinerer Funde, z. B. aus der Synagoge Lichtenfels (Oberfranken), der Synagoge Altenkunstadt (Oberfranken) und der Synagoge Cronheim (Mittelfranken).

### Rheinland-Pfalz
Eine der umfangreichsten Neuentdeckungen der letzten Jahre stellt die Genisa Niederzissen im Landkreis Ahrweiler in Rheinland-Pfalz dar. Die Funde werden am Lehrstuhl für Judaistik an der Johannes-Gutenberg Universität zusammen mit den Funden aus den Genisot der alten Synagogen von Alsenz (Donnersbergkreis), Weisenau (Mainz) und Bruttig (Lkr. Cochem-Zell) erschlossen.

### Hessen
Die 2005 gefundene Genisa Wiesbaden-Delkenheim aus der ersten Hälfte des 19. Jahrhunderts, eine private Genisa, ermöglicht einen Einblick in das Leben und den Handel einer landjüdischen Familie.

## Verborgenes Handschriftenerbe in Einbandfragmenten
Als „Genizat Germania“ wird ein neueres Forschungsprojekt unter der Leitung von Andreas Lehnardt an der Johannes-Gutenberg-Universität Mainz bezeichnet, in dem hebräische Einbandfragmente in deutschen Archiven und Bibliotheken katalogisiert werden. Obwohl es sich dabei nicht um eine Geniza im eigentlichen Sinne handelt, lassen die zu erwartenden Ergebnisse doch Schlüsse „über die Zusammensetzung der ‚Bibliothek‘ des ashkenazischen Judentums am Ausgang des Mittelalters“ zu. Vergleichbare Projekte gibt es in anderen europäischen Ländern; hervorzuheben ist die „Ghenizà italiana“, die seit den frühen Achtzigerjahren unter der Leitung von Mauro Perani (Universität Bologna) erforscht wird.

### Kairoer Geniza
- Joshua Blau, Stefan C. Reif (Hrsg.): Genizah research after ninety years. The case of Judaeo-Arabic. University of Cambridge Press, Cambridge 1992.
- Moshe Gil: Documents of the Jewish pious foundations from the Cairo Geniza. Brill, Leiden 1976.
- Mark R. Cohen: Poverty and charity in the Jewish community of medieval Egypt. Princeton University Press 2005.
- Shlomo Dov Goitein: A Mediterranean Society, Band 1; The Jewish communities of the Arab world as portrayed in the documents of the Cairo Geniza, 6; University of California Press, Berkeley, Los Angeles 1967–1968; ISBN 0-520-03265-9, S. 1ff
  - dass. in einem Bd.: University of California Press, Berkeley, Los Angeles, London 1999, ISBN 0-520-21734-9.
- Shlomo Dov Goitein, Norman A. Stillman (Hrsg.): Studies in Islamic History and Institutions. Kap. 14: The Documents of the Cairo Geniza as a Source for Islamic Social History. S. 279ff. Brill, Leiden 2009.
- Shlomo Dov Goitein: Art. Geniza, in: The Encyclopaedia of Islam. New Edition. Brill, Leiden. Bd. 2 (1991), S. 987–989.
- Nehemya Allony: Geniza Fragments of Rabbinic Literature, Mishna, Talmud and Midrash, with Palestinian Vocalization. Jerusalem 1973 (hebräisch).
- Nehemya Allony: Genizah etzel ha-yehudim. In: Sinai 89 (1976), S. 193–201.
- Richard J. H. Gottheil, William H. Worrell: Fragments from the Cairo genizah in the Freer collection. London / New York. Macmillan and Co. 1927. (Digitalisat UB Frankfurt)
- Stefan C. Reif: A Jewish Archive from Old Cairo. Curzon, Richmont 2000, ISBN 0-7007-1312-3
- Stefan C. Reif, Shulamit Reif (Hrsg.): The Cambridge Genizah collections: their contents and significance. Cambridge University Press, Cambridge 2002.
- Werner Diem und Hans-Peter Radenberg: A Dictionary of the Arabic Material of S. D. Goitein’s A Mediterranean Society. Harrassowitz, Wiesbaden 1994 (siehe dazu: Joshua Blau: Werner Diem and Hans-Peter Radenberg, A Dictionary of the Arabic Material of S.D. Goitein’s A Mediterranean Society, in: Jerusalem Studies in Arabic and Islam 19 (1995) 287–295).
- Simon Hopkins: The discovery of the Cairo Geniza(in Honour of A. M. Lewin Robinson). In: Bibliophilia Africana 4 (1980), S. 137–178.
- Joseph Sadan: Genizah and Genizah-like practices in Islamic and Jewish traditions. In: Bibliotheca Orientalis 43 (1986), S. 36–58.
- Shaul Shaked: A tentative bibliography of Geniza documents. The Hague 1964.
- Monica Strauss: Seehandel: Arabien und Indien. Zwischen Kairo und Mangalore. In: Aufbau. Schwerpunktthema: Mythos Seidenstrasse. Spurensuche: Der Beginn der Globalisierung. Nr. 7/8, Juli/Aug. 2010. S. 19–21 – Mit weiteren Art. über Benjamin von Tudela, die Seidenweberei, u. a. In Deutsch, Abstract in Englisch (über die Rolle Shlomo Dov Goiteins bei der Erforschung der Genizah, sowie über Amitav Ghosh)

### Genizafunde in Deutschland
- Martina Edelmann: Die Genisa der Synagoge von Veitshöchheim. In: Ingolf Ericsson, Rainer Atzbach (Hrsg.): Depotfunde aus Gebäuden in Zentraleuropa. Scrîpvaz-Verlag, Berlin 2005, ISBN 3-931278-17-4, S. 147–150.
- Martina Edelmann: Geschichte(n) vom Dachboden. Genisa-Funde aus fränkischen Synagogen. In: Carina Weiß, Erika Simon (Hrsg.): Folia in memoriam Ruth Lindner collecta. Dettelbach 2010, S. 199–208.
- Martina Edelmann, Elisabeth Singer, Beate Weinhold: Die Genisa von Bayreuth – Entdeckung und Bergung. In: Bernd Mayer, Frank Piontek (Red.): Jüdisches Bayreuth. Ellwanger, Bayreuth 2010, ISBN 978-3-925361-81-4, S. 42–56.
- Martina Edelmann, Elisabeth Singer, Beate Weinhold: Die Lichtenfelser Genisa. In: Die Lichtenfelser Synagoge, Lichtenfels 2011, S. 42–48.
- Martina Edelmann, Elisabeth Singer-Brehm, Beate Weinhold: Genisot: Funde aus Synagogen. In: Museums-Bausteine. Jüdisches Kulturgut: Erkennen, Bewahren, Vermitteln, hrsg. von Otto Lohr und Bernhard Purin. Berlin, München 2017, 97–110.
- Frowald G. Hüttenmeister: Die Genisot als Geschichtsquelle. In: Monika Richarz, Reinhard Rürup (Hrsg.): Jüdisches Leben auf dem Lande. Mohr Siebeck, Tübingen 1997, ISBN 3-16-146842-2, S. 207–218.
- Andreas Lehnardt: Die Geniza der Synagoge Weisenau – Verborgenes jüdisches Erinnerungsgut wiederentdeckt. In: Joachim Schneider, Matthias Schnettger (Hrsg.): Verborgen – Verloren – Wiederentdeckt. Erinnerungsorte in Mainz von der Antike bis zum 20. Jahrhundert. von Zabern, Darmstadt, Mainz 2012, ISBN 978-3-8053-4527-9, S. 84–95.
- Andreas Lehnardt: Die Genisa von Alsenz – ein lange verborgener Schatz befindet sich nun im Landesarchiv Speyer. In: Unsere Archive. Mitteilungen aus den Rheinland-Pfälzischen und Saarländischen Archiven, Jg. 57 (2012), S. 51–52.
- Andreas Lehnardt: „Mazzal tov“ – Die Tora-Wimpel aus der Genisa der Synagoge Weisenau. In: Mainzer Zeitschrift. Mittelrheinisches Jahrbuch für Archäologie, Kunst und Geschichte, Jg. 109 (2014), S. 103–112.
- Andreas Lehnardt: Genisa. Fundorte jüdischer Buchreste auf Dachböden und in Bucheinbänden. In: Ulrike Gleixner, Constanze Baum, Jörn Münkner, Hole Rößner (Hrsg.): Biographien des Buches (= Kultur des Sammelns, Band 1). Wallstein Verlag, Göttingen 2017, ISBN 978-3-8353-3145-7, S. 349–366.
- Andreas Lehnardt: Die Genisa der ehemaligen Synagoge Freudental. Dokumentation der Funde (= Freudentaler Blätter, Nr. 11). Freudental 2019.
- Martin Przybilski: Zu einigen jiddischen Fragmenten aus der Veitshöchheimer Genisa. In: Aschkenas, Jg. 11 (2001), 233–238.
- Elisabeth Singer: Die Genisa von Obernbreit. In: Die ehemalige Synagoge Obernbreit - ein Ort des Erinnerns und der Begegnung. Hrsg. vom Markt Obernbreit - Träger- und Förderverein ehemalige Synagoge Obernbreit e. V. 2013.
- Elisabeth Singer-Brehm: Moderne Genisaforschung in Deutschland. In: Aschkenas. Zeitschrift für Geschichte und Kultur der Juden, Jg. 32 (2022), S. 429–463.
- Elisabeth Singer-Brehm: Art. Genizot of German Lands. In: Encyclopedia of Jewish Book Cultures Online. Brill, Leiden 2023.
- Elisabeth Singer-Brehm: Die Genisa von Allersheim. In: Herbert May, Saskia Müller (Hrsg.): Landsynagogen in Franken. Das Beispiel der jüdischen Gemeinde Allersheim. Bad Windsheim 2024, S. 336–340.
- Elisabeth Singer, Beate Weinhold: Die Genisa von Bayreuth: Entdeckung und Bergung. In: Bernd Mayer, Frank Piontek (Red.): Jüdisches Bayreuth. Ellwanger, Bayreuth 2010, S. 43–56.
- Erika Timm: Yiddish Literature in a Franconian Genizah. A contribution to the printing and social history of the seventeenth and eighteenth centuries. Akademon Press, Jerusalem 1988.
- Anette Weber, Evelyn Friedlander: Mappot – gesegnet, der da kommt. Das Band jüdischer Tradition. Ausstellungskatalog, Osnabrück 1997, ISBN 3-929979-38-1.
- Falk Wiesemann (Hrsg.): Genisa – verborgenes Erbe der deutschen Landjuden. Ausstellungskatalog, Bertelsmann, München 1992, ISBN 3-570-10501-6.
- Falk Wiesemann (Hrsg.): Zeugnisse jüdischen Lebens in Niederzissen. Genisa-Funde in der ehemaligen Synagoge. Kultur- und Heimatverein Niederzissen, Niederzissen 2012, ISBN 978-3-00-039493-5.
- Wolfgang Fritzsche: Ein Genisa-Fund in Wiesbaden-Delkenheim. In: Rolf Faber, Wolfgang Fritzsche: Synagogen – Badehaus – Hofreite. Jüdische Bauten in Wiesbaden. Epubli, Berlin 2012, ISBN 978-3-8442-4537-0, S. 77–97.

### Verborgenes Handschriftenerbe in Einbandfragmenten
- Andreas Lehnardt / Judith Olszowy-Schlanger (Hrsg.): Books within Books. New Discoveries in Old Book Bindings, European Genizah: Texts and Studies 2, Leiden, Boston: Brill 2014; ISBN 978-90-04-25849-5
- Andreas Lehnardt (Hrsg.): ‘Genizat Germania’. Hebrew and Aramaic Binding Fragments from Germany in Context, European Genizah: Texts and Studies 1, Leiden, Boston: Brill 2010; ISBN 978-90-04-17954-7
- Andreas Lehnardt: Verborgene Schätze in Bucheinbänden. Hebräische und aramäische Handschriftenfragmente als Quelle jüdischer Kultur; in: Kirchliches Buch- und Bibliothekswesen. Jahrbuch 2007/08, S. 89–100; ISSN 1617-4674
- Andreas Lehnardt / Annelen Ottermann: Fragmente jüdischer Kultur in der Stadtbibliothek Mainz. Entdeckungen und Deutungen, Veröffentlichungen der Bibliotheken der Stadt Mainz 62, Mainz 2015; ISBN 978-3-00-046570-3
- Andreas Lehnardt, Die hebräischen Einbandfragmente in der Wissenschaftlichen Stadtbibliothek Trier, Beschreibendes Verzeichnis der Handschriften der Stadtbibliothek zu Trier 4, Wiesbaden 2016; ISBN 978-3-447-10698-6
- Andreas Lehnardt, Katalog der hebräischen Einbandfragmente in der Forschungsbibliothek Gotha. Aus den Sammlungen der Herzog von Sachsen-Coburg und Gotha’schen Stiftung für Kunst und Wissenschaft, Die Handschriften der Forschungsbibliothek Gotha 4, Wiesbaden 2019; ISBN 978-3-447-10990-1